# Homoneura jiangi
Homoneura jiangi är en tvåvingeart som beskrevs av Gao och Yang 2004. Homoneura jiangi ingår i släktet Homoneura och familjen lövflugor. Inga underarter finns listade i Catalogue of Life.